# Лайюань
Лайюа́нь (кит. упр. 涞源, пиньинь Láiyuán) — уезд городского округа Баодин провинции Хэбэй (КНР). Название уезда означает «исток реки Лайшуй».

## История
При империи Западная Хань был образован уезд Гуанчан (广昌县). При империи Цзинь он был присоединён к уезду Линцю (灵丘县), но при империи Северная Чжоу восстановлен. При империи Суй уезд был переименован в Фэйху (飞狐县), но затем ему было возвращено прежнее название. При империи Тан уезд был вновь переименован в Фэйху, и прежнее название получил лишь при империи Мин.
После Синьхайской революции в процессе упорядочения названий административных единиц в связи с тем, что в провинции Цзянси также существовал уезд Гуанчан, в 1914 году уезд был переименован в Лайюань.
В августе 1949 года был образован Баодинский специальный район (保定专区), и уезд вошёл в его состав. В 1968 году Баодинский специальный район был переименован в Округ Баодин (保定地区). Постановлением Госсовета КНР от 23 декабря 1994 года округ Баодин и город Баодин были расформированы, а на их территории был образован Городской округ Баодин.

## Административное деление
Уезд Лайюань делится на 8 посёлков и 9 волостей.